# Самохил, Франц
Франц Самохил (нем. Franz Samohyl; 3 апреля 1912, Вена — 14 июня 1999, Вена) — австрийский скрипач, альтист и музыкальный педагог.
Ученик Отакара Шевчика, Франца Майрекера и Юлиуса Штвертки. В 1936—1965 гг. играл в Венском филармоническом оркестре; руководил собственным струнным квартетом. В 1946—1982 гг. преподавал в Венской академии музыки, с 1968 г. профессор. Вёл также занятия в Моцартеуме (в 1988 г. удостоен почётной золотой медали). Среди учеников Самохила, в частности, Вальтер Веллер, Зигфрид Фюрлингер, Томас Цетмайр. Под редакцией Самохила изданы сонаты для скрипки и фортепиано Иоганна Непомука Гуммеля.